# NGC 359
NGC 359 es una galaxia elíptica de la constelación de Cetus.
Fue descubierta el 2 de septiembre de 1864 por el astrónomo Albert Marth.